# 布顿县

红色区域为中布顿县和南布顿县分出之前的布顿县

布顿县（印尼语：Kabupaten Buton）是印度尼西亚东南苏拉威西省的一个县，位于布顿岛南部，西南邻巴务巴务市，东滨班达海。布顿县首府在巴沙瓦焦，实际行政中心位于巴务巴务。

## 历史
布顿县的前身是布顿苏丹国，县治最初在原布顿苏丹国的首都巴务巴务。最早的布顿县领土包含大部分布顿岛、穆纳岛的部分地区、苏拉威西岛的一小部分和布顿岛南部的小岛。随着行政区划的变动，以下几个地区从布顿县分出：
1. 巴务巴务市：2001年1月21日依印尼政府2001年第13号法案分出
2. 瓦卡托比县：2003年12月18日依印尼政府2003年第29号法案分出
3. 邦巴纳县：2003年12月18日依印尼政府2003年第29号法案分出
4. 中布顿县：2014年7月24日依印尼政府2014年第15号法案分出
5. 南布顿县：2014年7月23日依印尼政府2014年第16号法案分出

原布顿县现在共分成6个县/市，位于布顿岛上的有巴务巴务市、布顿县和南布顿县的大部分地区（南布顿县另辖布顿岛以南的几个小岛），中布顿县位于穆纳岛南部和卡巴那岛南部小部分；瓦卡托比县位于布顿岛东南的图康伯西群岛；邦巴纳县包含苏拉威西岛东南半岛南部以及卡巴那岛的大部分地区。

## 行政区划
目前，布顿县下辖7个区（Kecamatan）：
| 区                          | 人口 2010普查 |
| --------------------------- | ------------- |
| Lasalimu 拉萨利穆           | 10,290        |
| Lasalimu Selatan 南拉萨利穆 | 12,815        |
| Siontapina                  | 12,167        |
| Pasarwajo 巴沙瓦焦          | 37,067        |
| Wolowa                      | 4,946         |
| Wabula                      | 4,989         |
| Kapontori                   | 12,619        |

## 资料来源
1. ↑  Biro Pusat Statistik, Jakarta, 2011.